# Евраз (баскетбольный клуб)
«Евраз» — российский баскетбольный клуб из Екатеринбурга, был образован в 2001 году на базе мужского баскетбольного клуба «СКА-ТТГ» (Екатеринбург). Фактически клуб был просто переименован, о чём говорил главный тренер Сергей Ежов. В сезоне 2001/02 гг. команда выступала в дивизионе «Б» Российской баскетбольной суперлиги и заняла в нём 2-е место, получив путевку в высший дивизион. В сезоне 2002/03 гг. команда заняла 5-е место в дивизионе «А» (лучшее достижение команды), а также участвовала в розыгрыше европейского Кубка чемпионов ФИБА. Расформирован в 2005 году.
В сезоне 2003/04 гг. «волки» завершили на 13-м (последнем) месте и не покинули суперлигу только потому, что имели иммунитет против вылета. «Евраз» вступил в сильнейший дивизион на коммерческих условиях и по договору с Российской федерацией баскетбола получил два года на адаптацию, в течение которых он сохранял прописку в элите, независимо от показанных результатов. В последнем сезоне 2004/2005 годов «Евраз» закончил на последнем месте в турнирной таблице суперлиги «А».
15 июля 2005 года «Евраз» не внес в РФБ взнос за право участия в чемпионате суперлиги 2005—2006 годов, в результате «Евраз» был исключен из числа участников чемпионата России, а его место в суперлиге «А» отдано саратовскому «Автодору». Руководитель и фактический хозяин екатеринбургского клуба — генеральный директор ООО «Группа компаний „Евраз“» Александр Венидиктов — заявил о своем желании продать команду. Причиной этого решения стали убытки в несколько миллионов долларов, которые Венидиктову принес баскетбол за четыре года. Покупателей на команду не нашлось, впоследствии клуб был объявлен банкротом и расформирован.
Одновременно с этими событиями в Екатеринбурге была проведена активная работа по созданию другой мужской баскетбольной команды, никак не связанной с «Евразом» — БК «Урал», которая стала выступать в дивизионе «Б» Российской баскетбольной суперлиги начиная с сезона 2006/2007 годов.
Тренировали уральскую команду Борис Соколовский, Александр Зрядчиков, Сергей Зозулин.

## Выступление команды в чемпионатах России с 2001 по 2005 года
| Суперлига Б | Суперлига Б | Суперлига А | Суперлига А | Суперлига А |
| ----------- | ----------- | ----------- | ----------- | ----------- |
|             | 2001/02     | 2002/03     | 2003/04     | 2004/05     |
| Место       | 2           | 5           | 13          | 13          |